# Liste des trolleybus italiens
Liste des modèles de trolleybus italiens par constructeur de châssis.
La liste comporte, dans l'ordre, les entreprises qui réalisent le châssis motorisé, la carrosserie et l'équipement électrique de traction. Lorsque la caisse est autoporteuse ou, plus rarement lorsque le constructeur réalise l'ensemble complet, comme AnsaldoBreda, seuls le(s) nom(s) du (des) participants est mentionné.
Entre parenthèses sont précisées les villes dans lesquelles ces véhicules ont été utilisés, sauf erreurs ou omissions. L'inventaire des véhicules du siècle dernier dans des régies municipales qui ont souvent subi de multiples regroupements ou privatisations n'est pas évident.

## Alfa Romeo
- Alfa Romeo 85AF Macchi Marelli/VAIF (Trieste)
- Alfa Romeo 110AF Macchi Marelli (Palerme)
- Alfa Romeo 110AF Varesina Breda (Milan)
- Alfa Romeo 140AF Menarini 11 m., 3 essieux ; (Bologne, Ancône)
- Alfa Romeo 140AF Casaro CGE (Avellino, Florence, Athènes Grèce)

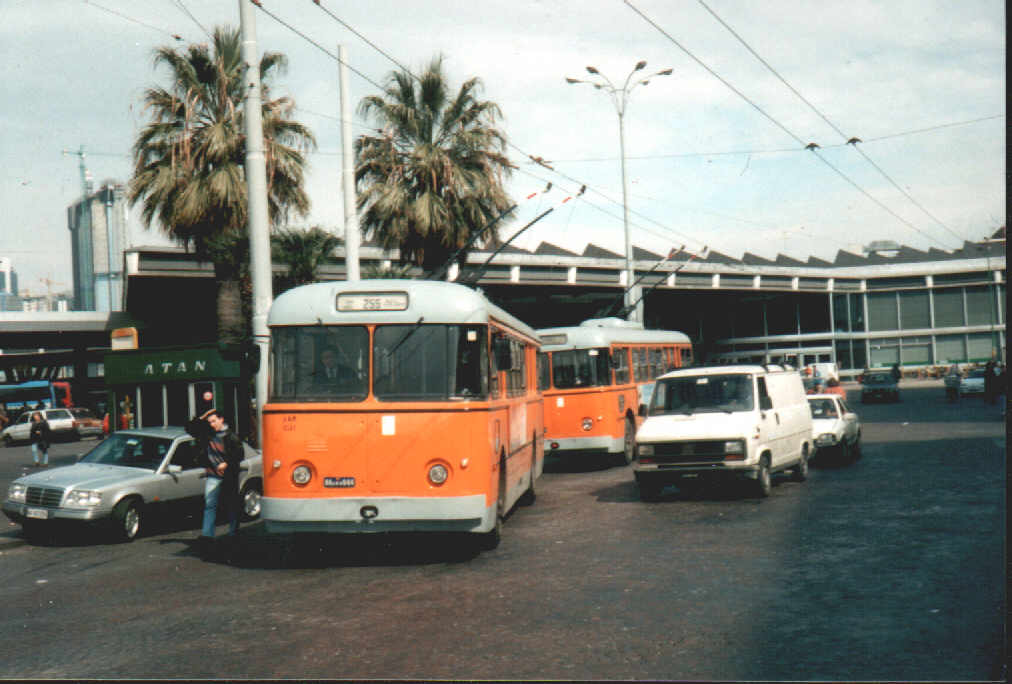
Trolleybus Alfa Romeo 1000 Aerfer N° 8044 en service jusqu'en 2002 à Naples

- Alfa Romeo 140AF Pistoiesi CGE 12 m, 3 essieux : (Salerne, Avellino)
- Alfa Romeo 140AF Stanga Tecnomasio 12 m, 3 essieux : (Trieste, Salerne)
- Alfa Romeo 140AF C.R.D.A. TIBB 12 m, 3 essieux : (Trieste, Salerne)
- Alfa Romeo 140AF SIAI Marchetti Ansaldo 12 m, 3 essieux : (ATAN Naples)
- Alfa Romeo 140AF SIAI Marchetti Tecnomasio 12 m, 3 essieux : (ATAC Rome, Palerme)
- Alfa Romeo 140AF SIAI Marchetti Marelli 12 m, 3 essieux : (Ancône, ATAN Naples, Trieste)

- Alfa Romeo 140AF Pistoiesi Ansaldo 12 m, 3 essieux : (ATAN Naples)
- Alfa Romeo 140AF Macchi-Baratelli 18 m, articulé 4 essieux : (Ancône)
- Alfa Romeo 800AF Garavini VAIF Marelli (Côme, Trieste)
- Alfa Romeo 900AF Piaggio Ansaldo (La Spezia, Palerme)
- Alfa Romeo 900AF C.R.D.A. Tecnomasio (Trieste, Salerne)
- Alfa Romeo 900AF Pistoiesi Ansaldo (La Spezia)
- Alfa Romeo 900AF Sirio Marelli (ATAN Naples, Pavie)
- Alfa Romeo 900AF Sirio CGE (Salerne)
- Alfa Romeo 910AF Siccar CGE - prototype 3 portes (Rome)[1], cédé à (Venise Lido avec un 2ème exemplaire)
- Alfa Romeo 911AF Aerfer FI 711 - 11 mètres : (ATAN Naples)
- Alfa Romeo 911AF Stanga - articulé 18 mètres : ATM Milan équipé de 2 moteurs TIBB GLM 1304C,
- Alfa Romeo 920AF Menarini Ansaldo (Carrare)

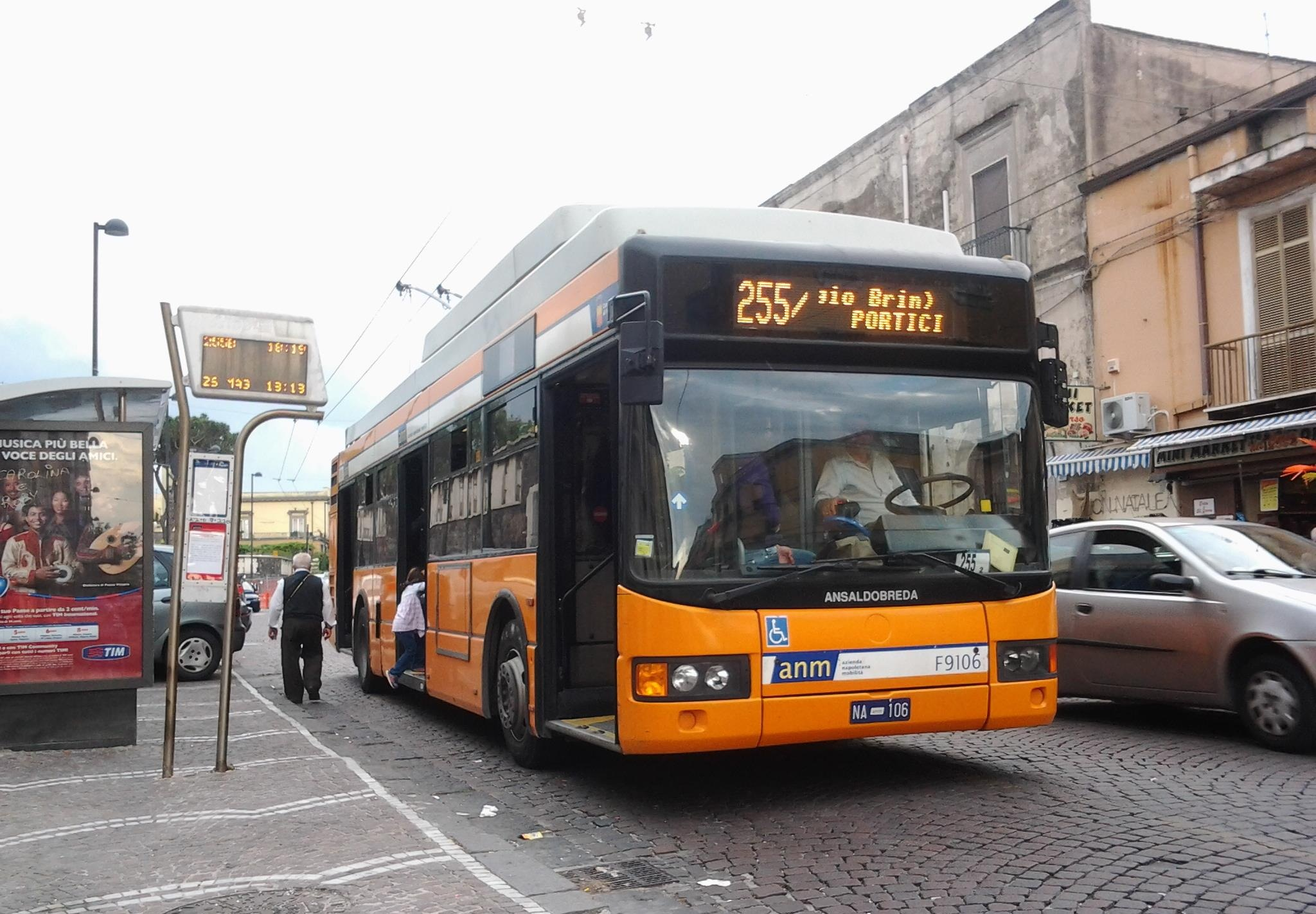
Trolleybus AnsaldoBreda F19/F22 à Naples

- Alfa Romeo Mille Aerfer FI 711.2 OCREN 11 m., 2 portes : (ATAN Naples, ANM Naples, TPN Naples et CTP Naples)
- Alfa Romeo Mille AF - Casaro Ansaldo (La Spezia)
- Alfa Romeo Mille AF - Casaro CGE (ATM-Milan)
- Alfa Romeo Mille AF - Casaro Tecnomasio (ATM-Milan)

## AnsaldoBreda
- AnsaldoBreda F15 (Gênes, Crémone, Bari)
- AnsaldoBreda F19 (Naples)
- AnsaldoBreda F22 (Nancy France)

## Autodromo
- Autodromo BusOtto - articulé 18 m.

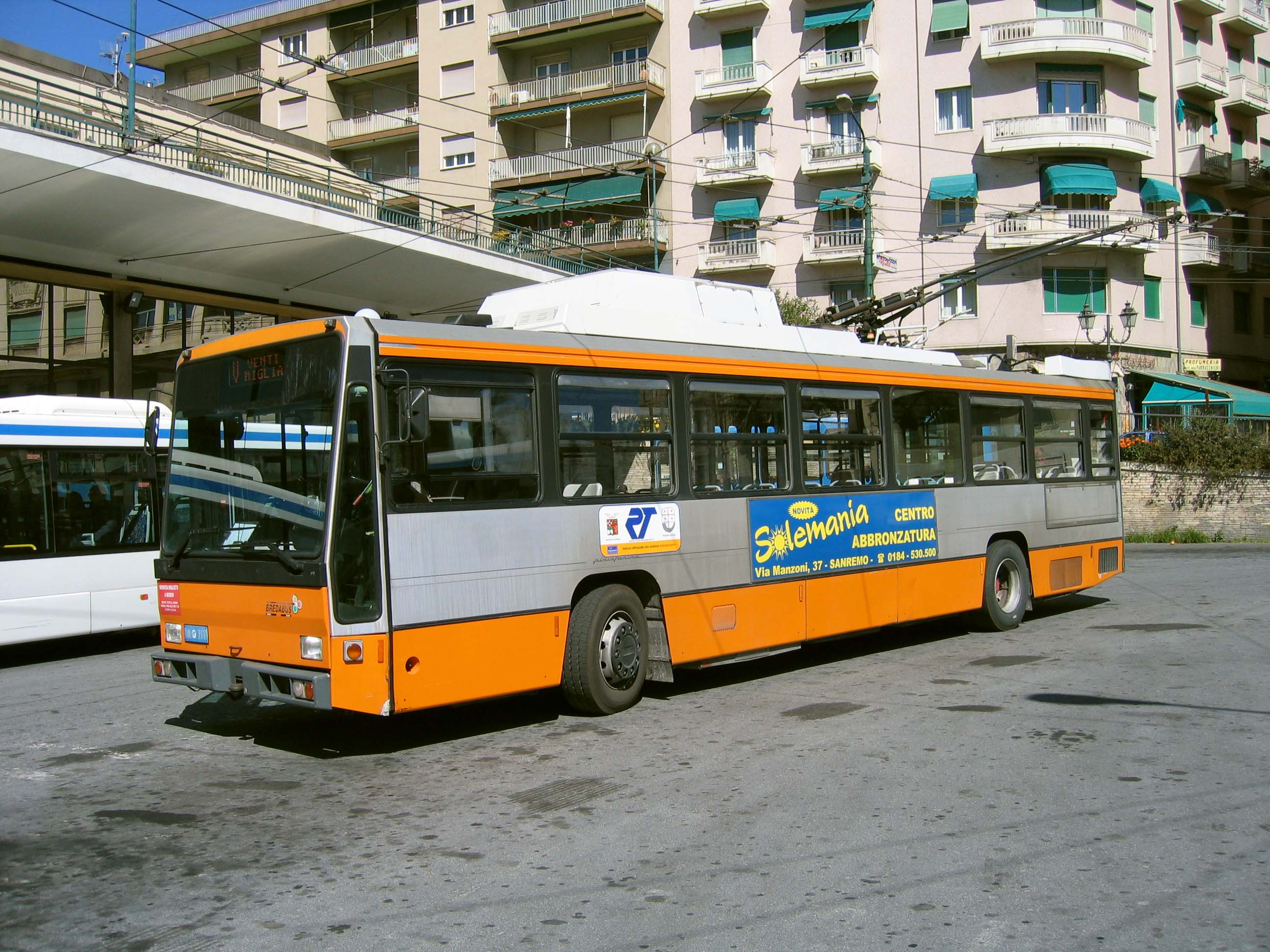
Trolleybus Bredabus 4001 à Sanremo

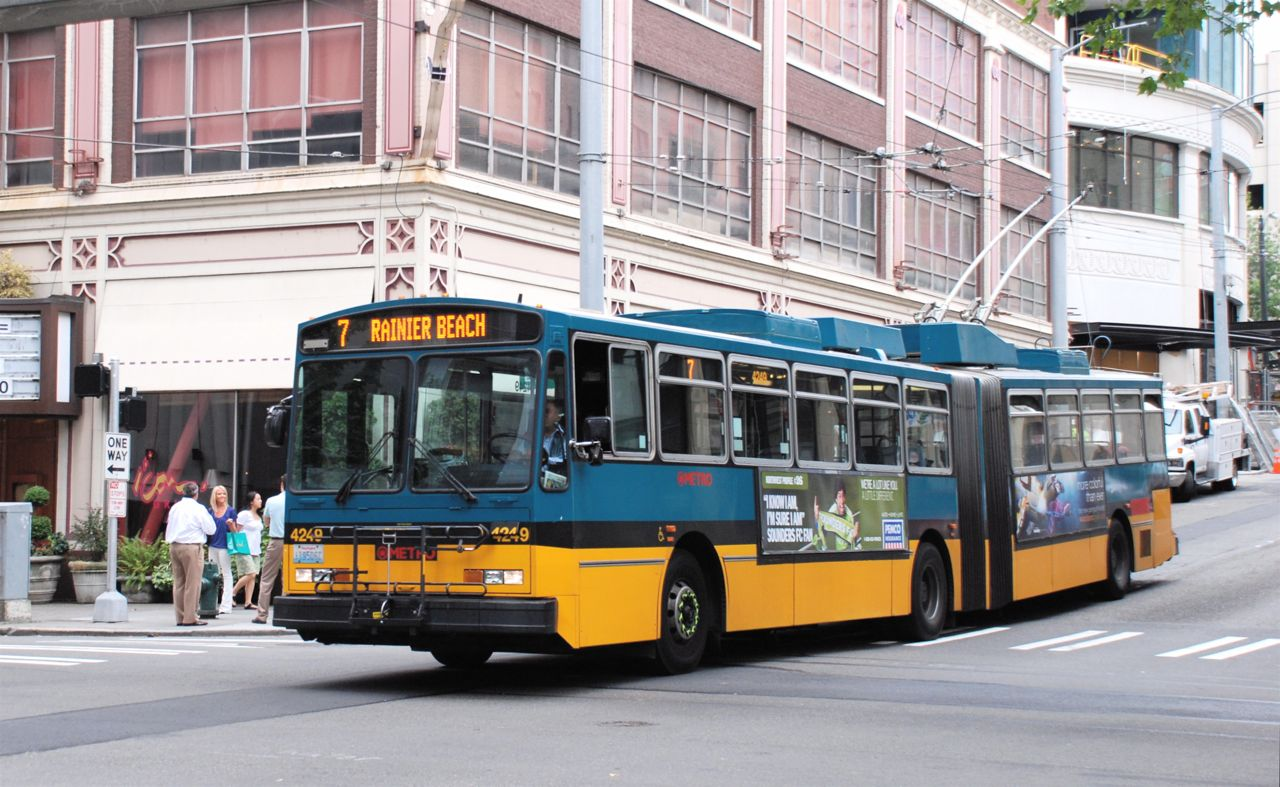
Trolleybus Bredabus 4001 Ansaldo articulé (1990) à Seattle, États-Unis en 2008

## Bredabus
- Bredabus 4001 Tecnomasio - 12 m., 4 portes - (Bologne, La Spezia)
- Bredabus 4001 AEG - 12 m., 3 portes - (Sanremo)
- Bredabus 4001 AEG - articulé 18 m., 4 portes - (Milan)
- Bredabus 4001 Ansaldo Dual mode - articulé 18 m. - King County Metro (Seattle) Etats-Unis
- Bredabus F11: (Ancône).

## BredaMenarinibus
- BredaMenarinibus M 240 EI LU Siemens - 11 & 12 m., 3portes - (ANM Naples, CTP Naples, Ancône, COTRAL Rome, Brindisi et Carasco-Gênes),
- BredaMenarinibus F321 Ansaldo - 1997 18 m. articulé avec 4 portes, testé à : (Gênes, Bologne, Saint Petersbourg). Actuellement au dépôt AnsaldoBreda de Pistoia.
- BredaMenarinibus Avancity+ HTB articulé 18 mètres.
- BredaMenarinibus F220LU.

## Fiat
La référence des trolleybus Fiat depuis l'origine consistait à compléter le numéro de code du véhicule avec un "F". Après 1953, avec la numérotation des autobus urbains dans la série "400", la référence reprend le numéro de l'autobus de base auquel il a été ajouté un "2" devant. Exemple, le trolleybus construit sur la base de l'autobus 656 est appelé 656F, ensuite le trolleybus 2401 est construit sur la base de l'autobus Fiat 401.
- FIAT 461 F Materfer CGE - 3 unités - (Turin)
- FIAT 467 F Materfer CGE - 3 exemplaires - (Cuneo)
- FIAT 488 F Materfer CGE - 2 portes - Venise Mestre, Milan

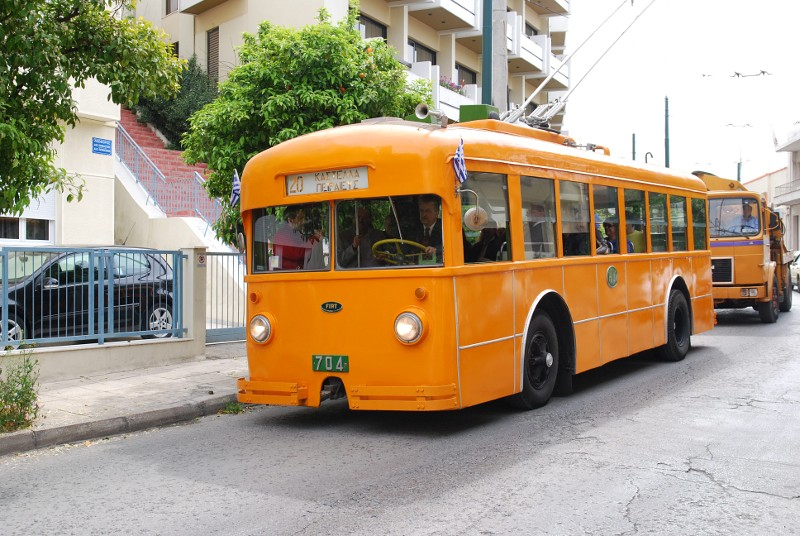
Trolleybus Fiat 656F (1938) N° 704 de l'ILPAP Le Pirée ligne 20 en 2009

- FIAT 635 F Varesina Breda (Perugia)
- FIAT 635 F/532 CGE (Salerne)
- FIAT 635 F/567 Varesina CGE (Salerne)
- FIAT 635 F Varesina Ansaldo ISA (Gênes)
- FIAT 656 F/125 Cansa CGE Savigliano (Sanremo) : 2 séries, numérotée 1 à 12, aménagement urbain, l'autre numérotée 31 à 36 avec aménagement interurbain)
- FIAT 656 F/125 Garavini CGE Savigliano (Naples)
- FIAT 656 F/125 Cansa CGE - 2 portes : (Turin, Florence et Vérone)
- FIAT 656 F/511 CGE (Livourne)
- FIAT 656 F/551 Marelli (Ligne trolleybus Anzio-Nettuno, Livourne)
- FIAT 656 F/561 Materfer CGE (Turin,  Le Pirée Grèce)
- FIAT 656 F/577 Marelli (Palerme)

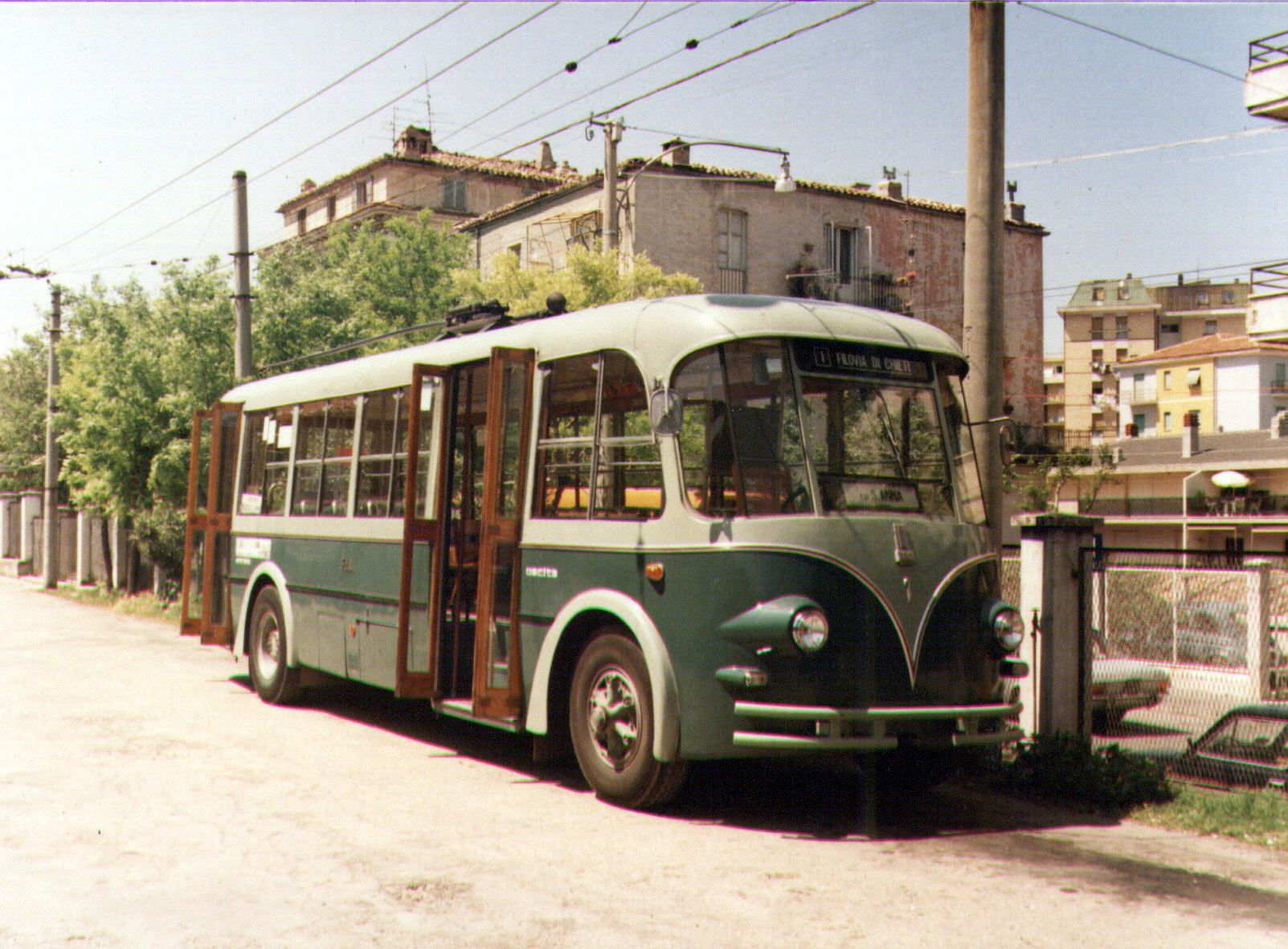
Trolleybus Fiat 668F carrosserie OMS (1950) restauré

- FIAT 668 F Aerfer Tecnomasio (Rome)
- FIAT 668 F Cansa Tecnomasio (Chieti, Gênes, Rimini)
- FIAT 668 F Piaggio Ansaldo (Gênes)
- FIAT 668 F/111 Stanga CGE - 10,5 m., 2 portes - (Venise Mestre, Florence)
- FIAT 668 F/110 Stanga (Ancône)
- FIAT 668 F/111 Viberti Tecnomasio (ligne Turin-Chieri interurbains)
- FIAT 668 F/112 Stanga Tecnomasio (Bergame, Ancône, Chieti)
- FIAT 668 F/122 Cansa CGE (Salerne, Avellino, Catane, Modène).
- FIAT 668 F/131 Cansa Marelli (Modène).
- FIAT 668 F/131 Viberti Marelli (Livourne)
- FIAT 668 F/141 Viberti Ansaldo (La Spezia)
- FIAT 672 F/101 Varesina Breda (Milan)
- FIAT 672F/102 Garavini Breda (Naples)
- FIAT 672F/111 Cansa Tecnomasio (Gênes)
- FIAT 672F/122 AVIS CGE (Naples)
- FIAT 672F/122 Cansa CGE (Milan, Florence, Rome, Naples, Catane, Palerme)
- FIAT 672F/122 Casaro - CGE (Livourne)
- FIAT 672F/122 Off. Carmagnola - CGE (Rome, Salerne, Palerme)
- FIAT 672F/122 Stanga CGE (Venise-Mestre)
- FIAT 672F/122 Viberti CGE (Milan)
- FIAT 672F/132 Cansa Marelli (Milan)
- FIAT 672F/132 IMAM Marelli (Naples)
- FIAT 672F/133 Cansa Marelli (Rome)
- FIAT 672F/133 Stanga Marelli (Rome)
- FIAT 672F/135 AVIS Marelli CGE (Naples)
- FIAT 672F/135 Garavini Marelli CGE (Naples)
- FIAT 672F/135 OM CGE Marelli (Turin, Palerme)
- FIAT 672F/135 Stanga Marelli CGE (Venise-Mestre)
- FIAT 672F/212 Cansa Tecnomasio (Milan)
- FIAT 672F/212 Stanga Tecnomasio (Trieste)
- FIAT 672F/224 Cansa CGE (Milan)
- FIAT 672F/224 IMAM CGE (Naples)
- FIAT 672F/224 Viberti CGE (Florence)
- FIAT 672F/225 Casaro CGE (Catane, Palerme)
- FIAT 672F/250 AVIS OCREN EPN-1 (Naples)
- FIAT 2401 SCALL Marelli (Alexandrie)
- FIAT 2401 FM Marelli (Livourne)
- FIAT 2401 Borsani Marelli (Alexandrie)
- FIAT 2401 Cansa Tecnomasio - 10,5 m., 2 portes - (Parme, Ancône)
- FIAT 2401 Cansa CGE - 10,5 m., 2 portes - (Rimini-Riccione)
- Fiat 2401 Cansa Marelli (Modène).

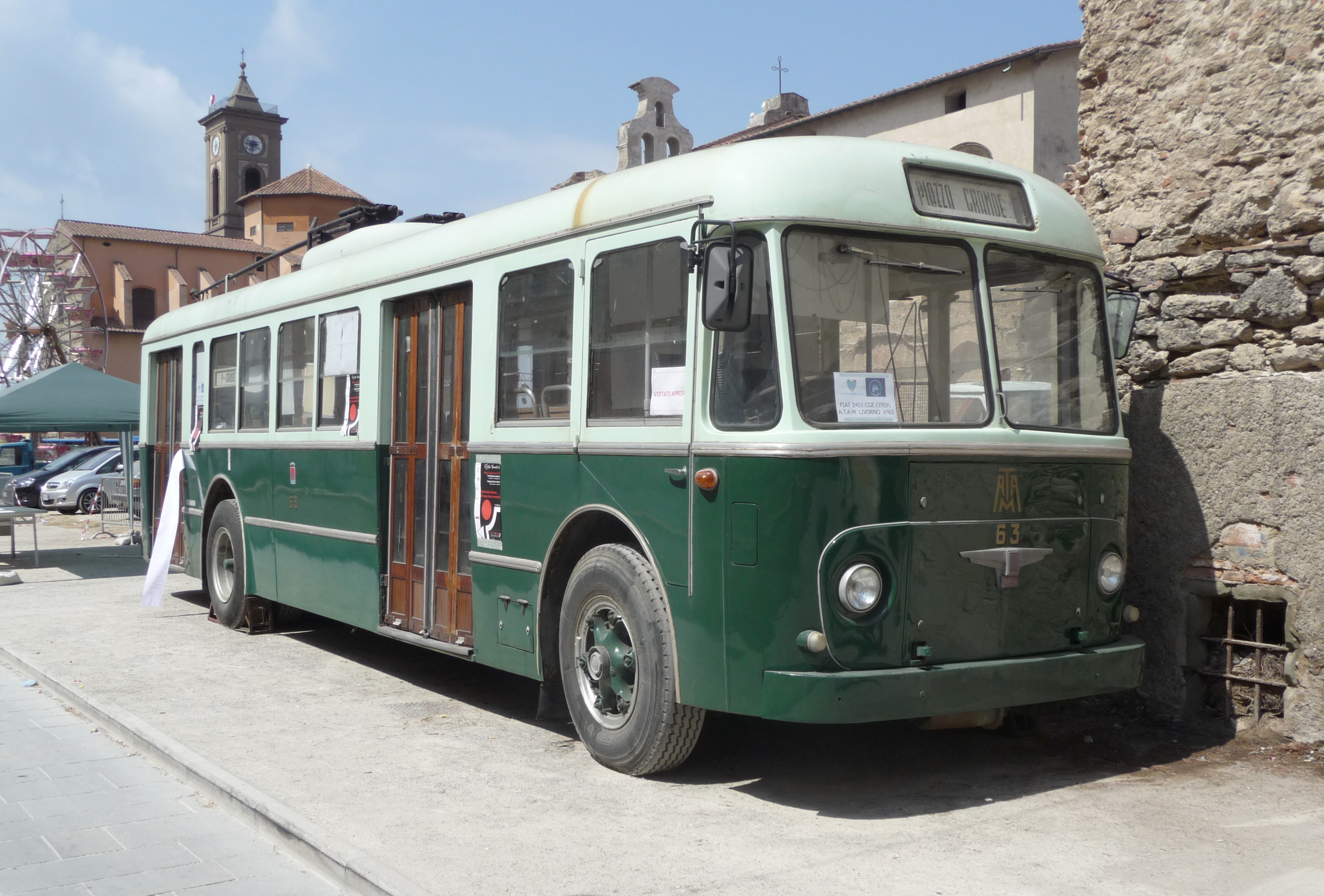
Trolleybus FIAT 2411 CaNSA CGE N° 63 ATAM de Livourne restauré

- FIAT 2404 CaNSA Tecnomasio (Ferrare)
- FIAT 2404 Menarini CGE (Perugia)
- FIAT 2404 Menarini Tecnomasio (Ferrare)
- FIAT 2405 AERFER VE 811 (Palerme, Catane, Salerne)
- FIAT 2405 Casaro CGE (Cagliari)
- FIAT 2405 Casaro Tecnomasio - 3 portes - (Vérone, Bari)
- FIAT 2405 Macchi CGE - articulé 18 m. - (Bologne)
- FIAT 2405 Menarini Tecnomasio (Carrare, Crémone)
- FIAT 2405 Stanga CGE articulé 18 m., 3 portes - (Venise Mestre)
- FIAT 2405 Stanga Tecnomasio - articulé 18 m., 3 portes - (Vérone)
- FIAT 2405 Viberti CGE - 11 m., 3 portes - (Milan)
- FIAT 2405 Viberti CGE - articulé 18 m. - (Bologne)
- FIAT 2411 CaNSA CGE - 11 m., 2 portes -  (Modène, Livourne)

- FIAT 2411 Marelli (Livourne)

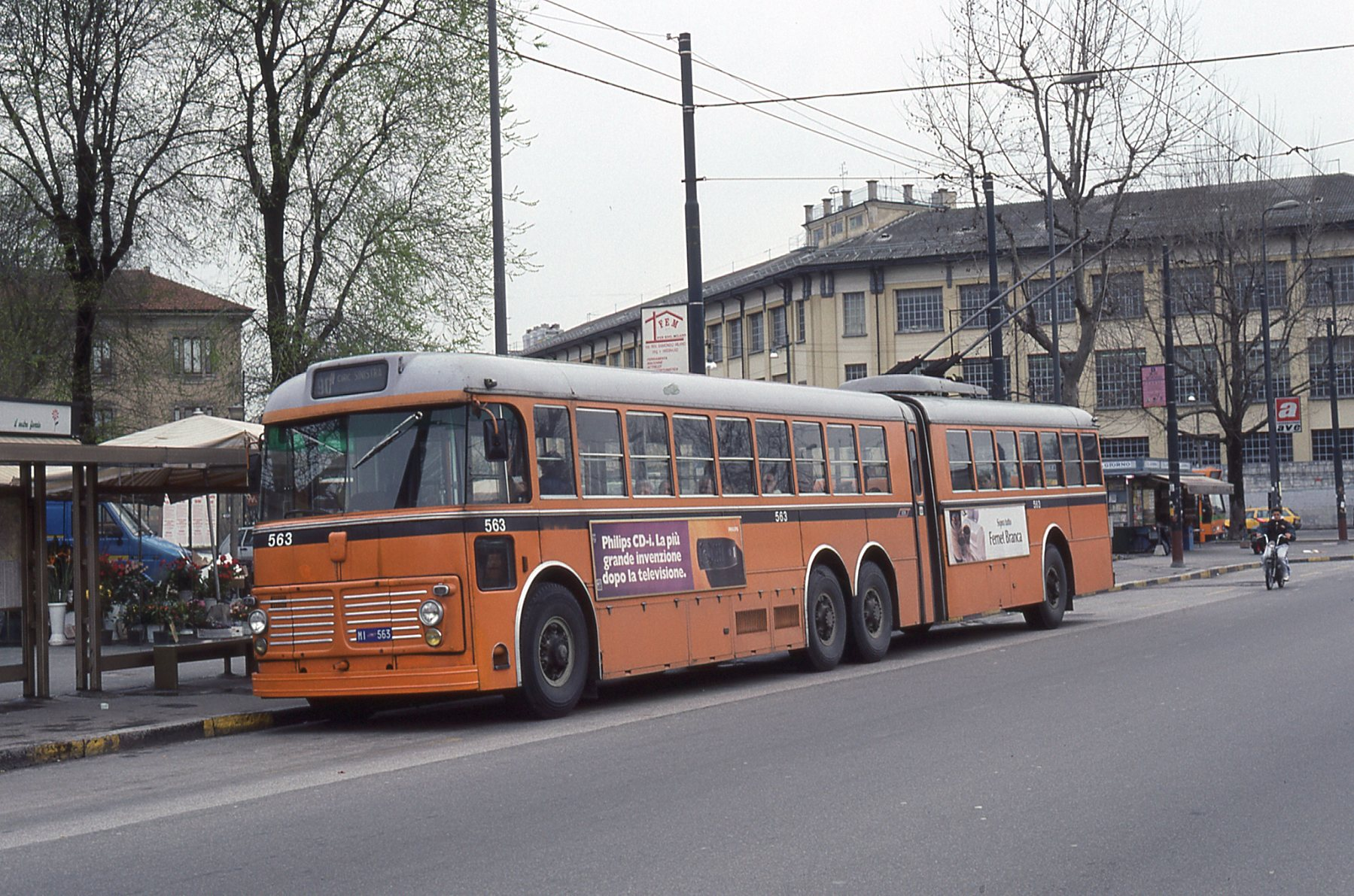
Trolleybus FIAT 2472 F Viberti articulé à Milan

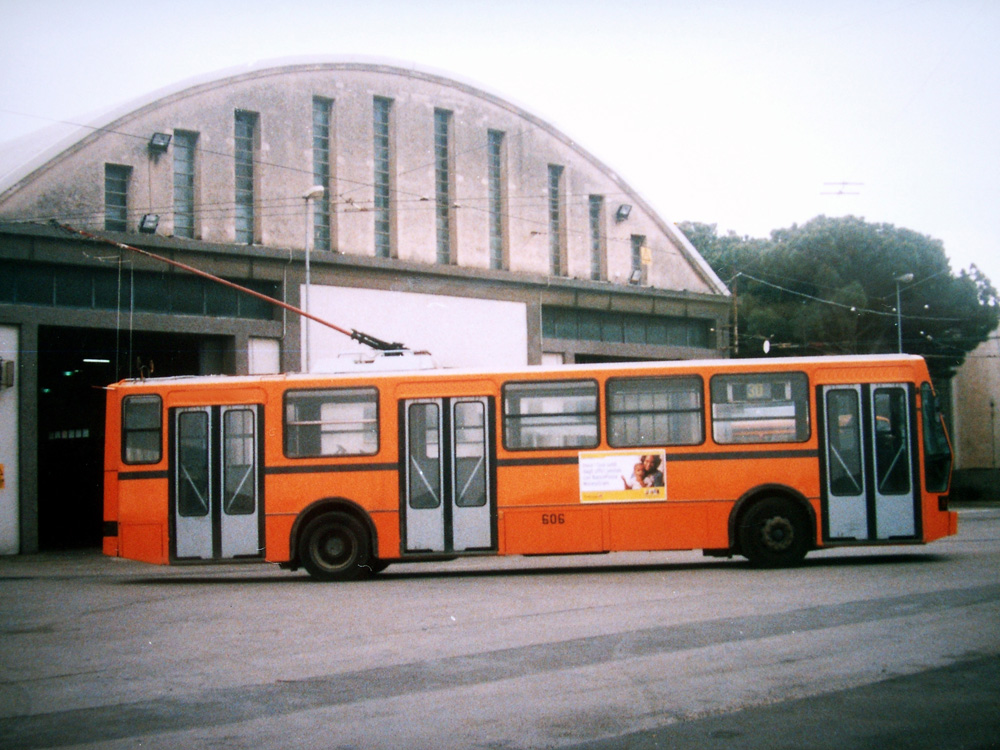
Trolleybus Inbus F140 en service à Cagliari

- FIAT 2411 Cansa Tecnomasio - 2 portes - (Vérone, Bergame, Bologne, Sanremo)
- FIAT 2411 Cansa Marelli (Livourne, Pise, Salerne)
- FIAT 2411 Menarini CGE - 11 m., 2 portes - (Rimini)
- FIAT 2411 Menarini Marelli - 11 m., 2 portes - (Modène)
- FIAT 2411 Menarini Tecnomasio - 11 m., 2 portes - (Parme)
- FIAT 2411 Viberti Tecnomasio - 2 portes - (Vérone, Bari)
- FIAT 2411/1 Cansa CGE - 11 m., 3 portes - (Vérone, Bergame, Bologne, Salerne et Sanremo)
- FIAT 2472 Viberti Monotral CV 44 CGE (Catane)
- FIAT 2472 Viberti CGE - articulé 18 m. - (Milan)

## Inbus
- Inbus F140 Breda Marelli - 12 m., 3 portes - (Cagliari)

## IVECO
La numérotation des modèles IVECO reprend le même principe que celui utilisé par Fiat, ajouter un "2" devant le modèle de l'autobus correspondant.
- IVECO 2470 Portesi CGE (San Remo)

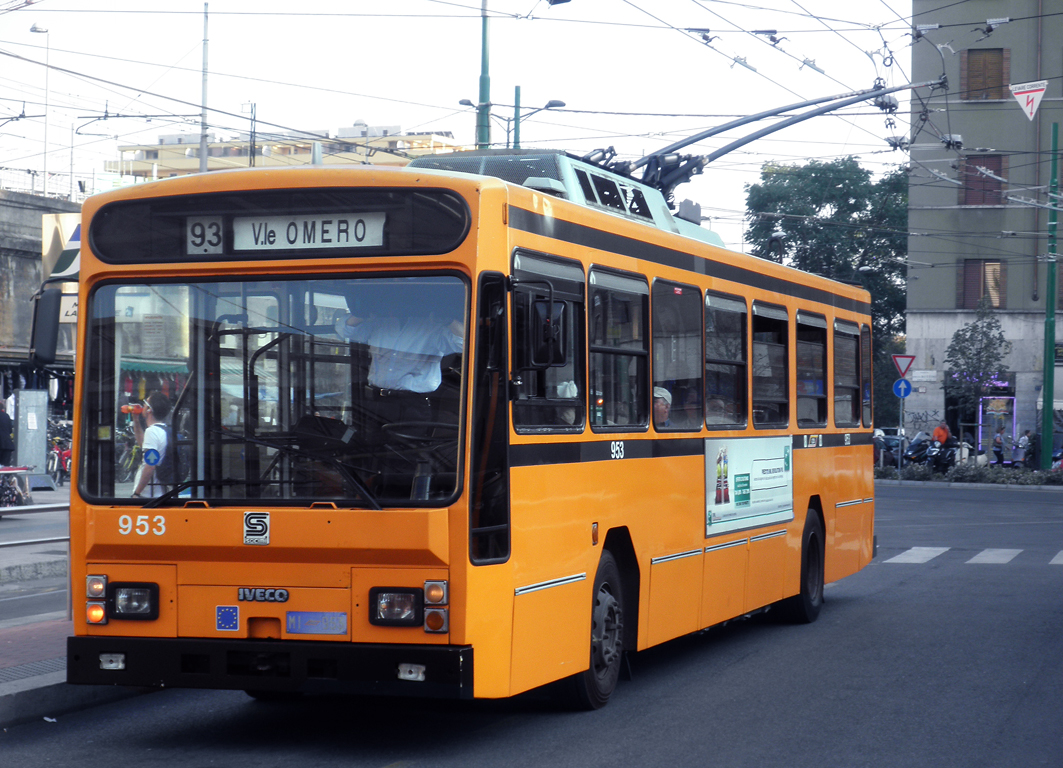
Trolleybus Iveco 2470 Socimi (1983) à Milan

- IVECO 2471 U-Effeuno / Socimi 8833 (Modène) (1986) - en 2000, à l'occasion d'un changement de livrée, l'aménagement intérieur a été revu et l'équipement électrique de traction a été remplacé par du matériel moderne par la société "Albiero & Bocca" de Pavie.
- IVECO 2471 U-Effeuno Viberti Ansaldo (Milan)
- IVECO 2480 Socimi AEG - articulé 18 m. - (Milan)

## Lancia
- Lancia Esatau P/V.11 Casaro CGE Tubocar F79 - 12 m., 3 essieux - (Athènes)
- Lancia Esatau Piaggio Ansaldo (Gênes, Ancône)
- Lancia Esatau Stanga Tecnomasio (Ancône)
- Lancia Esatau V11 Pistoiesi - 11 m., 2 essieux - (Florence, Athènes)
- Lancia Esatau 101.02 Casaro Tubocar F49 CGE - 11 m. - (Rome, Salerne)
- Lancia Esatau 101.05 Menarini Monocar 1002 CGE - 11 m. - (Ligne trolleybus Capua-Caserta-Maddaloni, Athènes)

## Macchi
- Macchi CGE - prototype de 1958 avec 3 porte, 2 essieux (Cuneo)

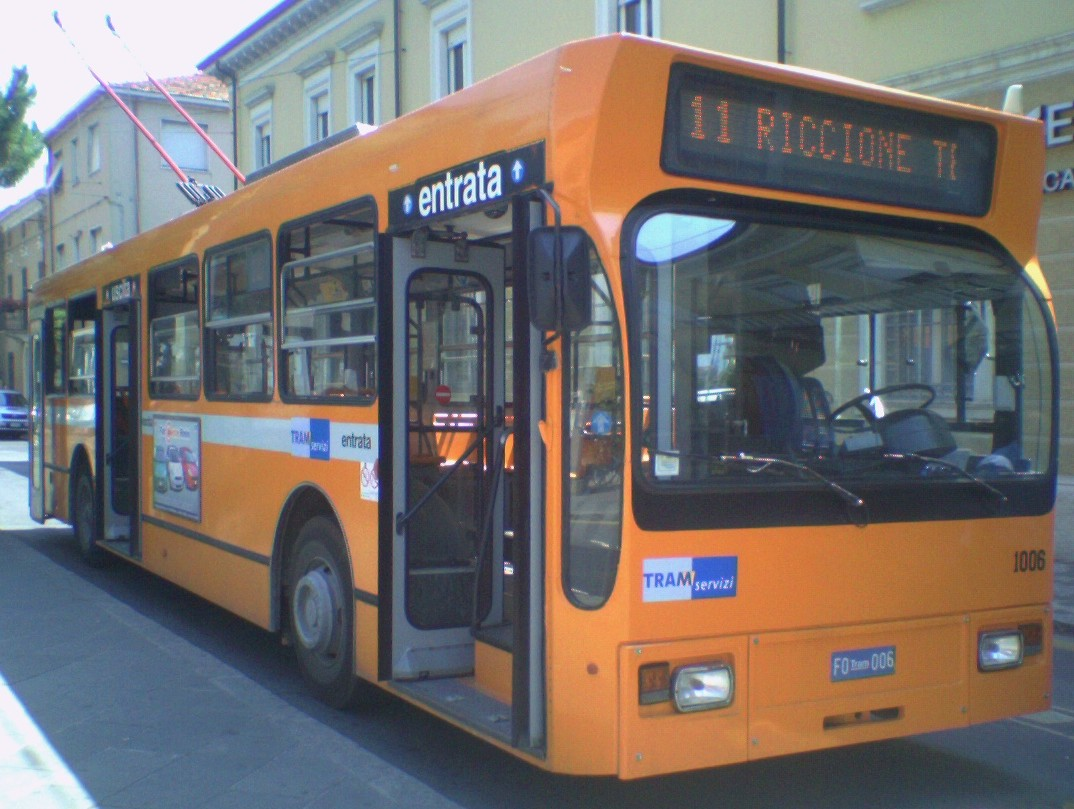
Trolleybus Mauri B59 Ansaldo N° 1006, en service sur la ligne 11 Rimini-Riccione depuis 1978

## Mauri
- Mauri Bi-Bus - prototype de 1981, bi-mode articulé 18 m., 4 portes - (Milan)
- Mauri B59 Ansaldo - 17 unités en 1976/1978 pour Rimini, 8 unités en 1981/1982 pour Crémone.

## Menarini
- Menarini Monocar 201LF Tecnomasio - 12 m. - (Sanremo)
- Menarini Monocar 201/1LU Albiero&Bocca (Tecnomasio) - 12 m., 3 portes - (Ancône)
- Menarini Monocar 201/2LU Albiero&Bocca (Tecnomasio) - 12 m., 3 portes - (Ancône)
- Menarini Monocar 201/2LF Tecnomasio - 12 m., 4 portes - (Parme)

## Menarini Bus

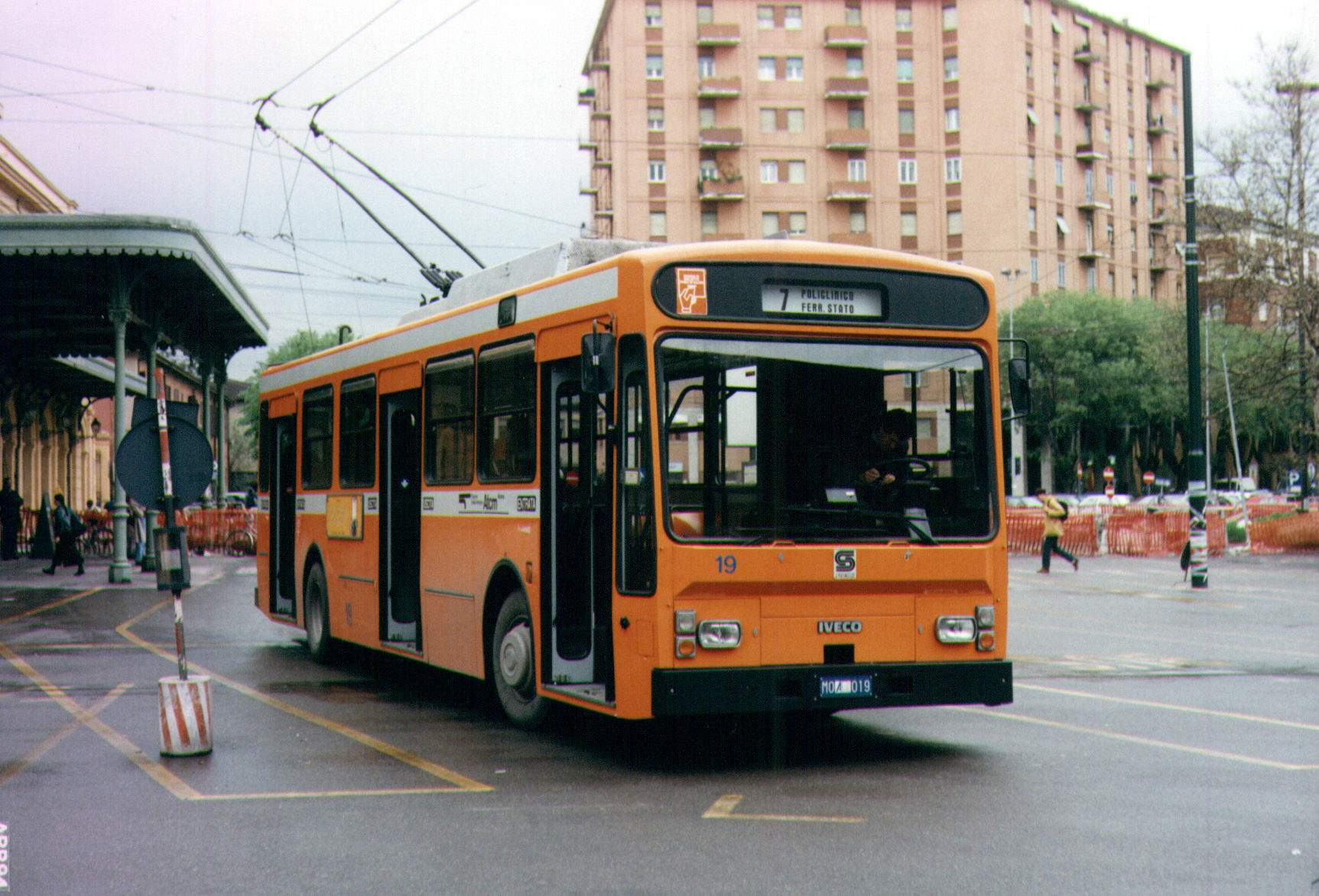
Socimi 8833 à Modène

- Menarinibus Vivacity
- Menarinibus Citymood

## Socimi(IVECO)
- Socimi 8833 - 12 m., 3 portes - (Modène)
- Socimi 8839 - 12 m., 4 portes - (Cagliari)
- Socimi 8843 - 18 m. 4 portes - Milan
- Socimi 8845 - 12 m., 3-4 portes - (Cagliari, Milan)